# Johns Hopkins University Press
Johns Hopkins University Press (JHU Press, JHUP) és una editorial universitària estatunidenca afiliada amb la Universitat Johns Hopkins de Baltimore (Maryland). Va ser fundada el 1878 i és l'editorial universitària més antiga que existeix. La seva seu social és a Charles Village, al sud-est del campus universitari de Baltimore. JHU Press publica 65 revistes científiques, a més de 200 llibres a l'any. És una de les editorials acadèmiques més grans del país.
Des del 1993 la editiorial té el projecte MUSE, una basa de dades en línia de més de 550 revistes científiques i 20.000 llibres.